# Merkur-Gletscher (Westantarktika)
Der Merkur-Gletscher ist ein Gletscher an der Ostküste der westantarktischen Alexander-I.-Insel. Er fließt in östlicher Richtung zwischen den Keystone-Kliffs und den Waitabit-Kliffs zum George-VI-Sund.
Erstmals gesichtet hat ihn vermutlich der US-amerikanische Polarforscher Lincoln Ellsworth bei einem Überflug am 23. November 1935. 1948 und 1949 folgten erste Vermessungen durch den Falkland Islands Dependencies Survey (FIDS). Der britische Geograph Derek Searle vom FIDS kartierte ihn 1960 anhand von Luftaufnahmen der Ronne Antarctic Research Expedition (1947–1948). Das UK Antarctic Place-Names Committee benannte ihn 1955 nach dem Planeten Merkur.